# Хвощове болото (заказник)
Хвощове́ Боло́то — гідрологічний заказник місцевого значення в Україні. Об'єкт природно-заповідного фонду Житомирської області. 
Розташований на території Коростенського району Житомирської області, на північ від міста Коростень. 
Площа 11,6 га. Статус надано згідно з рішенням 17-ї сесії Житомирської обласної ради від 14.11.2008 року № 665. Перебуває у віданні ДП «Коростенське ЛМГ» (Бехівське л-во, кв. 123, вид. 2, кв. 116, вид. 19). 
Статус надано для збереження відкритого мезотрофного болота. Зростають види, занесені до Зеленої книги України: їжача голівка мала, пухирник проміжний, пухирник малий і сфагнуми, а також регіонально рідкісні види та занесені до Червоної книги України: росичка проміжна, осока тонкокореневищна, осока вілюйська та ситник розчепірений.